# 师宗站
师宗站，位于中华人民共和国云南省曲靖市师宗县丹凤镇，是南昆铁路上的火车站，建于1997年，由昆明铁路局管辖。现办理客运业务，行李、包裹托运业务。

## 历史
师宗站建于1997年，2012年11月建成师宗货场，开办货运业务。

## 车站结构
师宗站位于南昆铁路K613+030处，截至2014年，站房建筑面积1577平方米，旅客候车室面积476平方米，站前广场面积1750平方米，设正线1条、到发线5条，有1个站台。